# Juan Lepiani
Juan B. Lepiani (Lima, 20 de septiembre de 1864-Roma, 28 de noviembre de 1932) fue un pintor peruano. Es conocido por sus óleos inspirados en temas históricos y patrióticos, especialmente en episodios memorables de la guerra del Pacífico.

## Biografía
Fue hijo de Melchor Botaro Lepiani Loyola y Manuela Toledo, ambos limeños. Se casó en 1891 con María Josefina Grossberger, con la que tuvo cinco hijos. En su estancia en Roma solía firmar sus obras como J.Leppiani.
En su temprana juventud se dedicó a oficios modestos, como el de pagador en la línea del ferrocarril central. Siguiendo su vocación, estudió pintura en Lima, siendo sus maestros el español Ramón Muñiz y el peruano Francisco Masías. Fue en los años 1890 y principios del siglo siguiente que realizó sus grandes obras de carácter histórico y patriótico. En 1892 viajó por primera vez a Europa para continuar con sus estudios de arte, gracias a una subvención gubernamental otorgada tras la fama que obtuvo por su pintura "La respuesta".
En 1900 viajó por segunda vez a Europa, donde se dedicó a visitar museos y exposiciones. Se instaló en Roma, donde vivió con cierta holgura durante varios años, dedicado a la copia de las pinturas de grandes artistas como Rafael y Tiziano, reproducciones que vendía a los turistas estadounidenses. Su trabajo fue muy valorado por su pulcritud; incluso envió varias de sus mejores copias al Perú.
En 1928 regresó a Lima por unas pocas semanas, ya anciano y casi ciego, esto último debido al esfuerzo visual que le implicaba su arduo trabajo pictórico. Nuevamente viajó a Europa, donde le sorprendió la crisis mundial de 1929. Arruinado económicamente, quebrantada su salud y totalmente ciego, falleció en Roma en 1932.

## Obras
Pese a que la crítica especializada siempre ha tendido a ignorar o desdeñar las obras de Lepiani, estas atraen por su realismo y la intensidad de su emoción patriótica. 
Los más célebres de sus cuadros son los inspirados en episodios de la guerra del Pacífico.
- "La respuesta de Bolognesi", o simplemente "La respuesta"' (1891), que representa al coronel Francisco Bolognesi, junto a su estado mayor en Arica, respondiendo negativamente a la oferta de rendición del parlamentario chileno Juan de la Cruz Salvo. Este episodio histórico ocurrió el 5 de junio de 1880.'
- "El último cartucho" (1899), que representa una escena cumbre de la batalla de Arica, librada el 7 de junio de 1880: el último instante de vida del coronel Bolognesi, el cual yace caído en el suelo y con revólver en mano, cumpliendo así su juramento de pelear «hasta quemar el último cartucho».
- "Alfonso Ugarte" (c. 1922), que representa a este héroe en el momento en que montado a caballo y con el pabellón nacional, se arroja desde lo alto del morro de Arica.
- "El tercer reducto de Miraflores" o simplemente "El tercer reducto" (1894) que representa una escena de la batalla de Miraflores, encuentro librado por la defensa de Lima, donde pelearon valerosamente civiles improvisados frente a fuerzas superiores en número y poderío bélico.

También halló su inspiración en otros periodos de la historia peruana, como la conquista (Los 13 de la Isla del Gallo de 1902, La captura de Atahualpa, de 1920, El asesinato de Pizarro) y la emancipación (La entrevista de La Serna y San Martín conocida también como La conferencia de Punchauca de 1921, La proclamación de la Independencia de 1904). Los sucesos contemporáneos no escaparon también a su pincel, tal como lo prueba otra de sus obras maestras, La entrada de Cocharcas (1896), que representa al caudillo Nicolás de Piérola, montado a caballo e ingresando a Lima por la portada de Cocharcas, durante la guerra civil de 1894-1895.